# Felix Timmermans

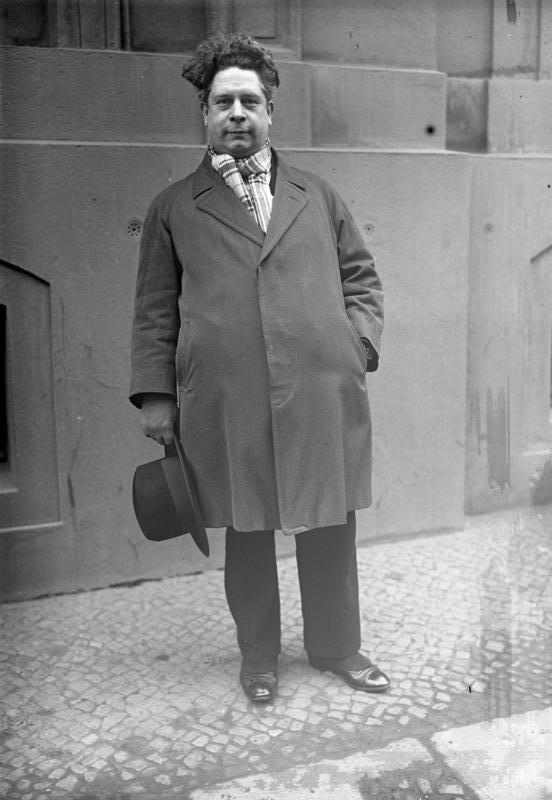
Felix Timmermans

Felix Timmermans (* 5. Juli 1886 in Lier bei Antwerpen; † 24. Januar 1947 ebenda) war ein flämischer Schriftsteller und Maler.

## Leben
Felix Timmermans wurde als 13. Kind eines Spitzenhändlers geboren. Sein Vater hatte ihn zwar als Geschäftsnachfolger ausersehen, doch bereits 1903 schrieb er erste Gedichte und betätigte sich bald auch als Maler. Als junger Mensch geriet er in eine seelische Krise, befasste sich mit Spiritismus, Okkultismus und anderen Ideologien, fand aber nirgendwo eine geistige Heimat. Diese Zeit spiegelt sich in der Novellensammlung Dämmerungen des Todes (1911, dt. 1978) wider.
Eine Krankheit brachte die Wende, deren künstlerisches Ergebnis war der Roman Pallieter. Diese Schilderung des Lebens eines jungen Mannes, voll von deftigen, oft derben Schelmereien, doch auch voll Volksfrömmigkeit, und zugleich ein Porträt der flämischen Landschaft und ihrer Bewohner, wurde sein bekanntestes Werk (1916, dt. 1921).
1917 folgte Das Jesuskind in Flandern, eine Geschichte, die die Geburt Jesu – in der Tradition flämischer Maler, besonders Pieter Brueghels – in seine flämische Heimat verlegt (dt. 1919). Sein Das Triptychon von den heiligen drei Königen wird auch als Theater- oder Puppenspiel aufgeführt.
Für ein vom Insel Verlag geplantes Flämisches Novellenbuch schrieb Timmermans 1918 Die sehr schönen Stunden von Jungfrau Symforosa, dem Beginchen, die Liebesgeschichte einer Begine, deren unerfüllbare Liebe im Verzicht ihre Erfüllung findet. In Holland hielt er ab 1918 erste Vorträge und Lesungen. 1922 erhielt er den Staatspreis für Literatur.
1923 erschien Der Pfarrer vom blühenden Weinberg (dt. 1927), ein Roman, in dem sich Timmermans mit Fragen des Glaubens auseinandersetzt. Er plante einen Roman über Franz von Assisi und machte deshalb 1925 eine Reise nach Italien, von der das Reisetagebuch Ins Land der Apfelsinen (dt. 1949) erzählt.
Ab 1928 führten ihn zahlreiche Lesereisen nach Deutschland und in die Schweiz. Er trat bis 1939 in mehr als 140 Städten oft mehrfach auf. 1932 erschien De Harp van Sint Franciscus, im gleichen Jahr als Franziskus in deutscher Übersetzung.
Bauernpsalm (1935; dt. 1936) ist ein Hohelied auf Leben und Wirken des Bauern. Zu seinem 50. Geburtstag wurde Timmermans im In- und Ausland geehrt. Inzwischen war er auch dreimal für den Nobelpreis vorgeschlagen worden.
Der Ausbruch des Zweiten Weltkriegs beendete seine Lesereisen. Trotzdem blieben viele Beziehungen zu seinen deutschen Lesern lebendig. 1941 nahm er am Weimarer Dichtertreffen teil, wo von den kollaborationswilligen europäischen Schriftstellern die „Europäische Schriftsteller-Vereinigung“ gegründet wurde. 1942 erhielt er den Rembrandt-Preis der Hamburger Hansischen Universität zur Pflege internationaler kultureller Beziehungen mit dem niederländischen Sprachraum.
Nachdem er bereits 1928 in Pieter Bruegel einen flämischen Maler gewürdigt hatte, schrieb er 1944 den Malerroman Adriaan Brouwer (dt. 1951). Das in der Ich-Form geschriebene Werk mit autobiografischen Zügen zeigte bereits erste Todesahnungen. Felix Timmermans war herzkrank. Wegen seiner Kontakte zu den Deutschen wurde er angegriffen und unter Hausarrest gestellt. Seine Krankheit bewahrte ihn vor schlimmerer Strafverfolgung.
Auf seinem Krankenlager schrieb er Adagio, Gedichte, die von seinem tiefen Glauben Zeugnis geben. Am 24. Januar 1947 starb er.
1982 wurde der 4. Februar 1929 entdeckte Asteroid (1664) Felix nach ihm benannt.

## Werk
In den 1990er Jahren erschien in Belgien eine Gesamtausgabe seiner Werke in 25 Bänden. Außer seinem dichterischen Werk hinterließ Timmermans zahlreiche Gemälde und vor allem Zeichnungen, mit denen er oft seine Bücher schmückte. Zahlreich sind die Skizzen, die er nach seinen Lesungen seiner Unterschrift in den Büchern hinzufügte.
Die belgische Timmermans-Gesellschaft (Felix Timmermans-Genootschap) und der Felix-Timmermans-Kreis in Flandern (Felix Timmermanskring) sowie die deutsche Felix-Timmermans-Gesellschaft befassen sich mit Leben und Werk des Flamen.
Ignaas Dom schrieb die Biografie Felix Timmermans – Ein Dichter aus Flandern, herausgegeben von der deutschen Gesellschaft im Dezember 2000. Zur gleichen Zeit erschien in Belgien die Biografie von Gaston Durnez, bei Lannoo, Tielt.
Zwar findet Timmermans in Deutschland nicht mehr die Beachtung wie zwischen den Weltkriegen, doch es gibt noch Lesungen und Theateraufführungen seiner Werke. Im Insel Verlag erscheinen noch Pallieter, Das Jesuskind in Flandern, Das Triptychon und Sankt Nikolaus in Not, letzteres auch als Bändchen der Insel-Bücherei und als Taschenbuch sowie als Bilderbuch im Zürcher Speer-Verlag.
Timmermanns literarische Werk wurde in 26 Sprachen übersetzt. Alle wichtigen Werke liegen in deutscher Sprache vor (vorne das Erscheinungsjahr in Deutschland, in Klammern das der niederländischsprachigen Ausgabe), im Insel Verlag, falls nichts anderes angegeben:
- 1919: Das Jesuskind in Flandern (1917)
- 1920: Die sehr schönen Stunden von Jungfer Symforosa, dem Beginchen (1918)
- 1921: Pallieter (1916)
- 1923: Das Triptychon von den heiligen drei Königen (1923)
- 1925: Das Licht in der Laterne (1924) [14 Erzählungen]
- 1926: Das Spiel von den heiligen drei Königen. Eine Weihnachtslegende, bearbeitet von Eduard Veterman und Felix Timmermans (1925)
- 1926: Sankt Nikolaus in Not (1924), Stalling Bilderbuch 49, Stalling-Verlag, Oldenburg
- 1927: Der Pfarrer vom blühenden Weinberg (1923)
- 1928: Pieter Breugel
- 1929: Pieter Bruegel (1928)
- 1929: Aus dem schönen Lier (1925)
- 1930: Die Delphine (1921)
- 1932: Franziskus (1932)
- 1933: Die bunte Schüssel (1933) [elf Erzählungen]
- 1933: Die Elfenbeinflöte – [drei] Seltsame Geschichten aus dem Beginenhof (1911)
- 1935: Timmermans erzählt [16 Erzählungen]
- 1936: Bauernpsalm (1935)
- 1937: Beim Krabbenkocher (1934)
- 1938: Das Licht in der Laterne, [22] neue und alte Geschichten
- 1939: Ich sah Cäcilie kommen (1938)
- 1943: Die Familie Hernat (1941)
- 1949: Adagio, [33] Gedichte (niederländisch-deutsch) (1947)
- 1949: Ins Land der Apfelsinen. Ein italienisches Tagebuch (1926), Verlag Schwann, Düsseldorf
- 1950: Minneke Pus oder Die schönen Tage im Kempenland (1942), Verlag Schwann, Düsseldorf
- 1951: Adriaan Brouwer (1948)
- 1952: Die unsichtbare Hand, seine [17] schönsten Geschichten für die Jugend, 1952
- 1978: Dämmerungen des Todes (1910) [fünf Erzählungen]
- 1997: Das Glück in der Stille
- 1997: Sankt Nikolaus in Not (1924), Bilderbuch in Speer-Verlag, Zürich
- 2022: Sünnerklaus in Not (1924), JMB Verlag, Hannover

Timmerman illustrierte auch Bücher anderer Autoren.
1941 erschien im Insel Verlag Flachskopf von Ernest Claes mit einem Vorwort und Bildern von Franz Timmermans.

## Verfilmungen
- 1967: St. Nikolaus in Not (Augsburger Puppenkiste)
- 1975: Pallieter

## Hörspiele
- 1946: Ich sah Cäcilie kommen. Regie: Cläre Schimmel, mit Michael Konstantinow, Lilly Lessing, Egon Clauder (SDR)
- 1946: Das Triptychon von den Heiligen drei Königen. Regie: Günther Schnabel, mit Erwin Linder, Renate Densow, Eduard Marks (NWDR)
- 1948: Dreikönigsspiel. Bearbeitung und Regie: Julius Flach, mit Hans Goguel, Wolfgang Golisch, Ernst Sladeck (SWF)
- 1948: Mariechen von Nijmwegen. Mit Klaus Miedel, Gabriele Hessmann, Josef Pelz von Felinau (RIAS)
- 1948: Das flandrische Weihnachtsspiel. Regie: Gert Westphal, mit Elisabeth Kuhlmann, Doris Schade, Wolfgang Engels (RB)
- 1949: Das flandrische Weihnachtsspiel. Regie: Cläre Schimmel, mit Egon Clauder, Edith Heerdegen, Harald Baender (SDR)
- 1950: Die sanfte Kehle. Regie: Eberhard Freudenberg (RB)
- 1950: St. Nikolaus in Not. Regie: Günter Siebert, mit Trudik Daniel, Hanns Stein, Ernst Rottluff (RB)
- 1950: St. Nikolaus in Not. Regie: Eduard Hermann, mit Max Gaede, Peter Paul, Käthe Habel-Reimers (NWDR)
- 1950: Dat Spill von de Hilligen Dree Könige. Regie: Eberhard Freudenberg, mit Carl Schenck, Heinrich Schmidt-Barrien, Emil Riemer (RB)
- 1951: Die sehr schönen Stunden von Jungfer Symforosa, dem Beginchen. Regie: Heinrich Ockel, mit Eduard Marks, Charlotte Joeres, Hans Dieter Zeidler (SDR)
- 1951: Die heiligen drei Könige von Vorsselaer. Bearbeitung:  Hans Sattler; Regie: Paul Land, mit Theodor Loos, Ingeborg Engelmann, Hans Mahnke (SDR)
- 1952: Das Spiel von den Heiligen Drei Königen. Regie: Wilm ten Haaf, mit Otto Karl Müller, Fred Kallmann, Julius Theurer (Radio Saarbrücken)
- 1952: Das Jesuskind in Flandern. Regie: Ludwig Cremer, mit Käthe Gold, Gisela Mattishent, Adolf Dell (NWDR)
- 1953: Schreib weiter, Melone. Regie: Cay Dietrich Voss, mit Kurt Ehrhardt, Peter Paul, Ludwig Anschütz (NWDR)
- 1954: Das Spiel von den Heiligen Drei Königen. Regie: Hans Bernd Müller, mit Franz Nicklisch, Walter Bluhm, Karl Hellmer (SFB)
- 1955: Dat Spill von de Hilligen Dree Könige. Regie: Hans Mahler, mit Hartwig Sievers, Hans Mahler, Otto Lüthje (NWDR)
- 1956: Der Pfarrer vom blühenden Weinberg. Regie: Joseph Strobl, mit Gustav Waldau, Erwin Faber, Gertrud Kückelmann (BR)
- 1957: Das Schokoladenschiff oder Sankt Nikolaus in Not. Regie: Hannes Krüger, mit Günter Siebert, Deli-Maria Teichen, Eva Wessels (RB)
- 1959: Pieter Breughel: Die Sankt-Lukas-Gilde zu Antwerpen. Regie: Ludwig Cremer, mit Ludwig Thiesen, P. Walter Jacob, Friedrich W. Bauschulte (WDR)
- 1962: De sanfte Kehl’. Regie: Bernd Wiegmann, mit Ivo Braak, Wolfgang Schenck, Karl-Heinz Kreienbaum (RB)
- 2001: Der Weihnachtsmann in Not oder: Mit Musik geht alles besser. Bearbeitung und Regie: Armin Diedrichsen, Jochem Wolff, mit Herma Koehn, Nina Schmidt-Carstens, Klaus Dittmann (NDR)

## Vertonungen
- Eva-Maria Houben: Adagio für Sopran und Klavier (2009). UA 24. Oktober 2009 (Timmermans Gesellschaft; Irene Kurka [Sopran], Eva-Maria Houben [Klavier])
- Jörn Heller: Adagio für Sopran und Klavier (2002/2003). UA in deutscher Sprache: 20. September 2003 in Ulm (Duo Campana: Martina Glock [Sopran], Michael Glock [Klavier]), UA in flämischer Sprache: 1. Oktober 2011 in Lier (Felix Timmermans Genootschap; Duo Campana)
- Walter Furrer: Der Faun, Oper in zwei Bildern nach Motiven von Felix Timmermans (nach der Novelle Der Weihnachtsfaun). Uraufführung am 24. Januar 1947 am Stadttheater Bern.

## Felix-Timmermans-Gesellschaft e. V. (FTG)
Die Felix-Timmermans-Gesellschaft wurde am 18. Februar 1990 gegründet und ist Mitglied der Arbeitsgemeinschaft Literarischer Gesellschaften und Gedenkstätten. Mit über 300 Mitgliedern wirkt sie im deutschen Sprachraum und arbeitet auch zusammen mit den Timmermans-Vereinigungen in Flandern. 
Ihre Ziele sind die Würdigung von Timmermans als Schriftsteller und Maler. Seine Vortragsreisen in Deutschland und in der Schweiz werden erforscht. Die FTG bietet Vorträge und Lesungen, Wochenendtagungen, Exkursionen und Ausstellungen zu Leben und Werk des Dichters und Malers, außerdem ein Jahrbuch und Einzelpublikationen.